# Elfogy a levegő
Az Elfogy a levegő 2023-as magyar filmdráma, amit Moldovai Katalin rendezett. Főszereplője Krasznahorkai Ágnes. A film igaz történetet dolgoz fel. 

## Cselekmény
Főszereplője Ana (Krasznahorkai Ágnes), aki egy romániai középiskolában irodalmat tanít. Az egyik óráján a Teljes napfogyatkozás című filmet ajánlja megnézésre a diákoknak, ami Arthur Rimbaud és Paul Verlaine életéről szól. Az egyik szülő rajtakapja a gyermekét, amint az a filmet nézi, és feljelenti a tanárnőt, mondván, hogy olyan dolgot terjesztett az iskolában, ami nem oda való. Ana fellebbez, ami  miatt a kollégái és az igazgatónő (Skovrán Tünde) is fokozatosan ellene fordulnak. Az eljárás minden téren próbára teszi Anát.

## Szereplők
| Szerep     | Színész             |
| ---------- | ------------------- |
| Ana        | Krasznahorkai Ágnes |
| Igazgatónő | Skovrán Tünde       |
| Viktor     | Sándor Soma         |
| Tanár      | Dimény Áron         |
| Ákos       | Bölönyi Zsolt       |
| Anya       | Lőrinczy Ágnes      |

## Háttér
A film igaz történeten alapul. A valós események Tordán történtek, ahol 2017-ben egy irodalomtanárnőt meghurcoltak, amiért a fent említett filmet ajánlotta a diákjainak megnézésre.

## Forgatás
A forgatás 2021-ben zajlott Gyergyószentmiklóson, a Salamon Ernő Gimnáziumban. A forgatás összesen 32 napig tartott. Érdekesség, hogy Moldovai Katalin már évekkel korábban megírta a forgatókönyvet.

## Nézettség, bevétel
A nézettségi adatok szerint 6657 jegyet adtak el rá, és ezzel az eredménnyel mintegy 12 336 215 Ft bevételt termelt a jegypénztáraknál.